# Yabby You
Yabby You, eig. Vivian Jackson, ook bekend als Jesus Dread of Youth I-An (Kingston, 14 augustus 1946 - 12 januari 2010) was een Jamaicaans zanger en producer van reggaemuziek.
Zijn werk, dat vooral dateert uit de tweede helft van de jaren 1970, wordt gekenmerkt door een zekere mystiek, een mengeling van rastageloof en christendom. Het geluid van zijn werk, waarvan Conquering Lion meest bekend is, is zwaar en profetisch. Hij was ook producer voor deejays en zangers als Michael Prophet en Wayne Wade.

## Discografie
- 1975 - Conquering Lion
- 1976 - King Tubby's prophecies of dub. 1976, heruitgegeven door het label Blood And Fire in 1995.
- 1976 - Prophecy of dub.
- 1976 - Walls of Jerusalem of Chant Down Babylon Kingdom
- 1977 - Deliver me from my enemies. Op Prophet in Jamaica en op Grove in Engeland
- 1978 - Beware. Op Grove in Engeland en op Jah Live in Frankrijk
- 1978 - Beware dub. Dubbels van vorige albums
- 1979 - Yabby You Meets Sly & Robbie at the Mixing Lab Studio
- 1980 - Jah Jah Way. Pirate sorti sur Grove et Island. Met nummers van Trinity en Clint Eastwood
- 1981 - Yabby You and Michael Prophet Meet Scientist at Dub Station. Op Prophet
- 1982 - African Queen. Sorti sur le label américain Clappers, 1980
- 1982 - Prophecy, feat. Michael Prophet & Wayne Wade. Op WLN
- 1982 - Time to remember. King Tubby et Yabby You
- 1982 - Yabby U Meets Sly & Robbie along with Tommy McCook. Op Jet Star
- 1983 - One love, one heart. Uitgebracht op Shanachie en op Greensleeves in 1984
- 1984 - The Yabby You Collection. Compilation sortie sur Greensleeves, opgenomen in de jaren 1970
- 1985 - Fleeing from the city. Op Shanachie
- 1992 - Chant Down Babylon Kingdom : King Tubby at his best. Op YVJ
- 1993 - Meets Mad Professor and Black Steel. Op Ariwa
- 1997 - Jesus Dread, 1972-1977. Op Blood And Fire
- 1997 - Jah will be done. Op Prophet
- 2002 - Dub it to the top 1976-1979. Op Blood And Fire

- Onbekende datum
  - Meets Trinity at Station
  - Meets Tommy McCook in dub. Uitgebracht op Peacemaker
  - Meets Michael Prophet in dub, 1979-1981
  - Yabby You Presents King Tubby's Boom Sounds Vol 4. Tussen 1979 et 1983
  - Hits Of The Past Vol. 2

- Bibsys: 7068656
- Bibliothèque nationale de France: cb139570883 (data)
- Gemeinsame Normdatei: 106115629X
- International Standard Name Identifier: 0000 0000 7365 5287
- Library of Congress Control Number: no98085437
- MusicBrainz: 3608221f-7ee6-4997-84e0-28353b2e5530
- Nederlandse Thesaurus van Auteursnamen: 070732957
- Virtual International Authority File: 29149365902085600553